# I due volti della paura
I due volti della paura (Coartada en disco rojo) è un film del 1972, diretto da Tulio Demicheli.

## Trama
Il professor Azzini e la dottoressa Lombardi — fidanzati — lavorano entrambi come assistenti del professor Carli nella clinica di proprietà della moglie, Elena Carli. Azzini è in procinto di trasferirsi da Roma in una casa di cura di Milano è così Elena cerca di indurlo a rivedere la sua decisione, offrendogli una parte delle azioni della clinica. Qualche tempo dopo, Azzini, viene misteriosamente ucciso. Il commissario Nardi, incaricato delle indagini, inizia a indagare tra i sospettati per scoprire il colpevole.